# Phraortes biconiferus
Phraortes biconiferus är en insektsart som först beskrevs av Wen-Xuan Bi 1993.  Phraortes biconiferus ingår i släktet Phraortes och familjen Phasmatidae. Inga underarter finns listade i Catalogue of Life.